# Gaius Vettius Cossinius Rufinus
Gaius Vettius Cossinius Rufinus Praetextatus (fl. 315-316) était un homme politique de l'Empire romain.

## Biographie
Il est le fils de Gaius Vettius Gratus et de sa femme Cossinia.
Il fut corrector de Tuscia et Umbria, proconsul d'Achaïe, pontife de Solis et augure, préfet de la ville de Rome en 315 et consul en 316.
Il s'est marié avec Petronia Probiana, fille de Lucius Publilius Petronius Volusianus et de sa femme Annia, et eut Vettia, femme de Gabinius Barbarus Pompeianus, Vettius Rufinus et Vettius Justus.